# Puppets
Puppets es una canción del grupo inglés de música electrónica Depeche Mode compuesta por Vince Clarke, publicada en el álbum Speak & Spell de 1981.

## Descripción
Es otra efectiva balada sintética de Vince Clarke, haciendo total hincapié en la artificialidad del género, presentando una más o menos velada analogía sobre el amor y la tecnología al proponer “Soy tu operador, nena; Sólo Yo tengo el control”, como curiosidad siendo la primera y de las únicas que cuenta con segunda voz sólo de Andrew Fletcher, justamente en el coro.
Clarke apostaba principalmente por el efectismo de los sintetizadores, y como tal Puppets se basa principalmente en el cambio de movimientos entre notaciones sólo electrónicas, apenas complementada con percusión de la caja de ritmos. La letra, como otras del músico, es únicamente una diatriba entre lo artificial y los sentimientos en una relación de pareja.
Otro par de canciones del álbum presentaron también esa letra basada en el propio género electrónico, como Photographic y Nodisco, aunque no se volvería un eje temático del grupo ni del propio Clarke en su carrera posterior una vez fuera de DM, por lo cual resultaría un tema algo conservador y poco arriesgado dentro del género, lo cual les valdría críticas desiguales al presentar una colección tan adentrada en el género, y por lo mismo Puppets sería representativa de esa época de DM.
La musicalización se sienta sobre la artificialidad de los sonidos que proporcionan los sintetizadores, y de tal modo Puppets no presenta cambios bruscos en su melodía básica la cual es constante y un poco, sólo un poco, lúgubre contra el discurso en general muy festivo del álbum.
Comienza con un efecto repetitivo y cambiante en su armonía que permanece casi toda su duración, salvo en los coros, y efectos dispersos acompañando la voz de David Gahan, también sin inflexiones como mandaba el género tanto por su falta de experiencia como un modo de mantener esa artificialidad impregnada en todo el tema. Al llegar a los coros, presenta la casi ausencia de musicalización, que baja de volumen y después sube presentando en ese momento su mayor cambio melódico, aunque fugaz.
Igual que las demás del disco, estuvo destinada a las pistas de baile, más que a pretender revolucionar el género, y en esa etapa primigenia de DM ciertamente no decía nada de un grupo que llegaría a ser el más representativo de la música sintética, pues cabe destacar que no sería de los más influyentes en la carrera posterior de la banda excepto por la tendencia a hacer algunos temas solamente electrónicos, acaso su impronta llegaría a percibirse sólo en World in My Eyes de 1990.

## En directo
La canción se interpretó durante la correspondiente gira del álbum, el ahora conocido simplemente como 1981 Tour, así como posteriormente en el See You Tour y en el Some Great Tour ya sin Clarke, siendo así de las pocas del primer álbum que lograron permanecer durante más años en conciertos junto con New Life, Just Can't Get Enough, Boys Say Go! y Photographic, y tras de las cuales sería olvidada en los repertorios en concierto del grupo.
- Datos: Q6093288